# Герб Ікселя
Герб Ікселя був наданий комуні Брюсселя Іксель 17 лютого 1888 року королівським указом.

## Геральдичний опис
Опис герба звучить так:
D'argent à un aune au naturel.
(У сріблі вільха природного кольору.)
Герб срібного кольору із зеленою вільхою. Стовбур дерева повинен бути коричневим, тому що дерево має бути показано таким, яким воно є насправді.

## Історія
До 1795 року Іксель входив до Брабантського герцогства. Комуна подала заявку на герб у 1886 році з ідеєю, що це повинен бути промовистий герб. Вибір  промовистого герба, випливає з того факту, що історичного герба не існувало. Офіційно герб забезпечений графською короною, хоча історичних підстав для цього немає.